# Benedikt von Sandomir
Benedikt von Sandomir (polnisch Benedykt z Sandomierza) war ein Architekt, Bildhauer und Steinmetz der Renaissance.

## Leben
Benedikt von Sandomir wurde in Sandomierz geboren, seine Vorfahren stammten wahrscheinlich aus dem bayrisch-fränkischen Raum. Er war ab 1514 für den polnischen Königshof vor allem in Krakau tätig, wo er im Auftrag von König Sigismund des Alten von 1524 bis 1529 das Königsschloss auf dem Wawel zusammen mit dem Florentiner Bartolomeo Berrecci umbaute. Auf ihn werden insbesondere die Portale zurückgeführt, die spätgotische und Renaissance-Elemente in gelungener Weise vereinen konnten.

## Bauwerke
Von den Werken Meister Benedikts sind erhalten:
- Königsschloss auf dem Wawel in Krakau
- Königsschloss in Piotrków Trybunalski
- Königsschloss in Sandomir
- Königsschloss in Niepołomice